# Emmalocera actinoleuca
Emmalocera actinoleuca är en fjärilsart som beskrevs av George Francis Hampson 1918. Emmalocera actinoleuca ingår i släktet Emmalocera och familjen mott. Inga underarter finns listade i Catalogue of Life.